# 莱茵河畔散步道
莱茵河畔散步道（Rheinuferpromenade）是德国杜塞尔多夫一条滨临莱茵河的街道，跨老城、卡尔士达特和港口等区。她是游客和杜塞尔多夫市民最喜爱的目的地。 
20世纪90年代莱茵河畔隧道建成后，莱茵河畔散步道的设计获得多个奖项，其中包括1998年德国城市发展奖。
51°13′25″N 6°46′09″E / 51.2236°N 6.7692°E